# Maureen Wheeler
Maureen Wheeler (Belfast, 1950) es una mujer de negocios del norte de Irlanda-Australia, cofundadora de las guías de viaje  Lonely Planet junto con su esposo Tony Wheeler.

## Historia personal
Wheeler nació en Belfast, Irlanda del Norte, y se mudó a Londres a la edad de 20 años, donde  conoció a su futuro marido, Tony Wheeler en un banco del parque de Londres el 7 de octubre de 1970. Viajaron por carretera desde Londres a través de Europa y Asia, y luego a Australia. Ese viaje dio como resultado una guía Across Asia on the Cheap y sentó las bases de la editorial de viaje Lonely Planet.
A principios de 1975, en un hotel callejero de Singapur, escribieron su segundo libro South-East Asia on a Shoestring. Tony Wheeler dice: "Aunque hemos restructurado continuamente la organización, y en 2004 impulsamos una completa reorganización y rediseño, el patrón que establecimos con ese primer libro ha sido consistente hasta el día de hoy".
Australia se convirtió en su hogar permanente durante la década de 1970, pero Maureen estaba convencida de que nunca podrían mantenerse a través de Lonely Planet y comenzó a estudiar en la Universidad de La Trobe Universidad en febrero de 1976 y completó una Licenciatura en Trabajo Social en 1980. Posteriormente, se comprometió, a tiempo completo, a desarrollar el negocio.
Maureen dice en 1979: "Nos mudamos a una oficina en lugar de trabajar desde casa, contratamos a un socio (Jim Hart), y tomamos el libro de la India que resultó ser el libro más grande sobre la India que se haya visto jamás. Hasta entonces, éramos tres: todos los libros estaban guardados en este pequeño cobertizo en la parte de atrás, debajo de las camas y en cualquier otro lugar. Era un negocio muy amateur, hecho en casa". En 1981, con una plantilla de diez personas, se publicó Lonely Planet India, convirtiéndose en un best-seller inmediato.
Después de dar a luz a sus dos hijos, las numerosas preguntas que Maureen recibió de los padres preguntándose si el viaje tenía que posponerse hasta que los niños fueran mayores, llevaron a Maureen a escribir una guía. Sus años de experiencia en la carretera con sus hijos le permitieron escribir Travel With Children para dar consejos sobre cómo hacer que viajar sea lo menos estresante posible.
Durante las siguientes décadas Lonely Planet se convirtió en una importante editorial, con oficinas en Melbourne, Londres y Oakland, con más de 500 empleados y 300 autores. La empresa vende seis millones de libros al año, el 90 por ciento en el extranjero. Lonely Planet ha impreso más de 54 millones de copias de sus 600 guías en 17 idiomas y tiene una facturación anual de 85 millones de dólares.
Maureen organizó las exitosas cumbres de viajes de Lonely Planet celebradas en 1994, para celebrar el 21º aniversario de la empresa, y luego en noviembre de 1997.

## Venta de Lonely Planet a la BBC Worldwide
En 2007, la BBC Worldwide compró una participación mayoritaria del 75 por ciento en Lonely Planet, que se especula que ha dado a los Wheelers más de 100 millones de dólares. Posteriormente vendieron su participación del 25 por ciento de la empresa por 57 millones de dólares australianos, también a la BBC.
Maureen ha sido la fuerza motriz detrás del programa de contribuciones corporativas de Lonely Planet establecido para proporcionar asistencia financiera para proyectos humanitarios en países en desarrollo. El siguiente paso de su filantropía es crear la Fundación Planet Wheeler financiándola con dinero de la venta de Lonely Planet a la BBC.
Una razón para vender la mayor parte de la compañía a la BBC fue para que los Wheelers pudieran pasar más tiempo viajando. "Viajar estos días es parte de nuestro estilo de vida. La gente se sorprende más por los que no viajan que por los que sí lo hacen. En los últimos 30 años el viaje ha pasado de ser un lujo absoluto, o algo que sólo hacían los jóvenes mochileros locos, a ser algo que todo el mundo intenta al menos una vez. Habría sido difícil de imaginar hace 30 años".

## Premios
- 1999 - Premio de la Red Australiana de Mujeres de Negocios para la mujer de negocios más inspiradora del año.
- 2001 - Doctorado honoris causa por la Universidad de Úlster, Irlanda del Norte.
- 2002 - Premio Lloyd O'Neil por Servicios a la Industria del Libro Australiana otorgado conjuntamente a Tony Wheeler y Maureen Wheeler.
- 2005 - La Escuela de Comunicación (SOC) de la Universidad Americana y la Fundación de Escritores de Viajes de la Sociedad Americana inauguran el Premio Eric A. Friedheim de Periodismo de Viajes por el Logro de Toda una Vida.[8]
- 2014 - Recibe la Orden de Australia (AO) con su marido en 2014.[9]

## Puestos
- 2000 to 2006 – Director on the Board of Tourism Tasmania, serving two terms.
- 2005 – Adjunct Professor in the Department of Sport, Tourism and Hospitality Management in the Faculty of Law and Management at La Trobe University.
- 2006 – Director on the Board of NT Tourism.
- 2008 – Advisory Board of Australian Aid International.
- 2014 – Director on the Board of Melbourne Theatre Company.